# Joseph Villerme

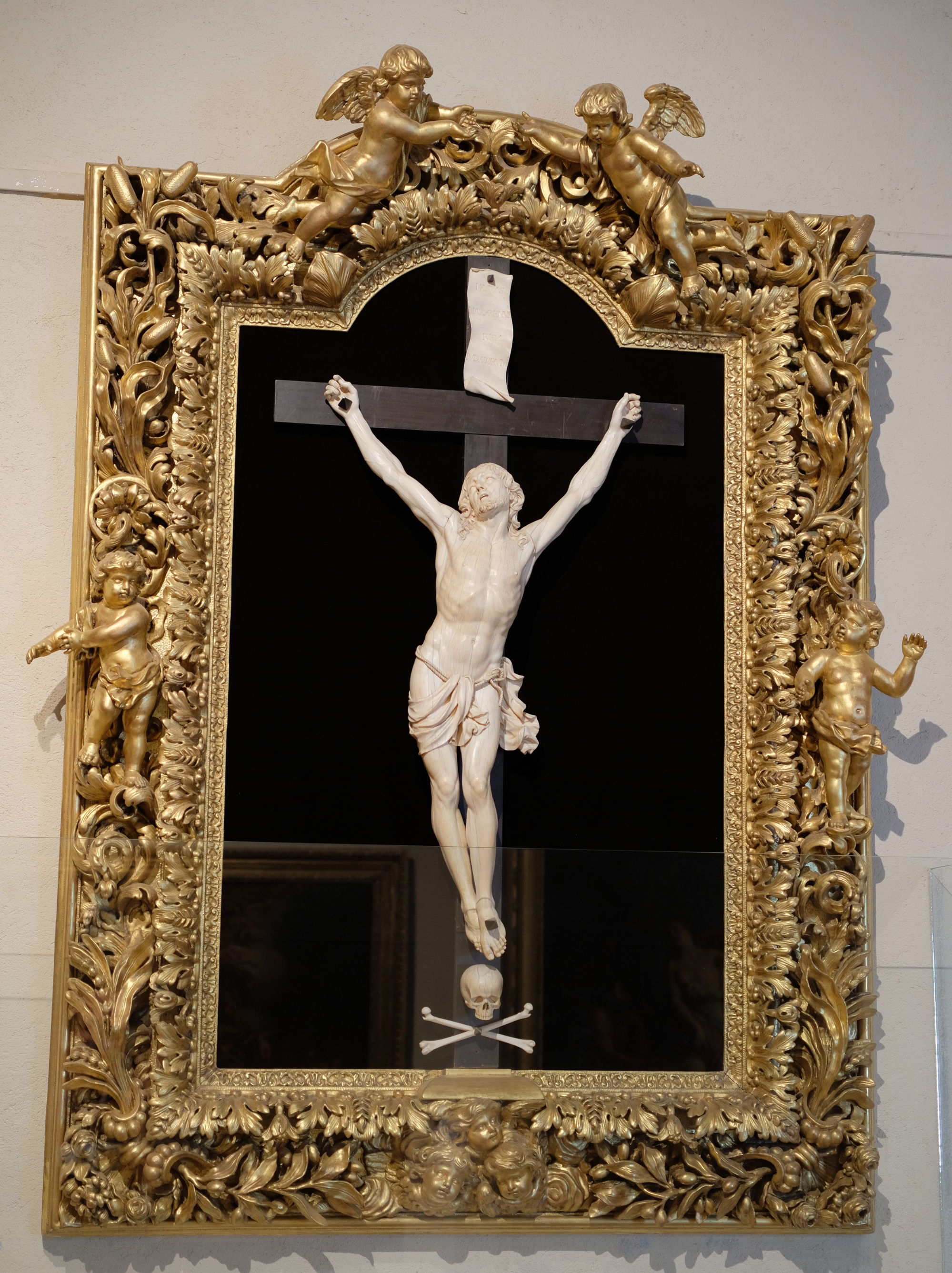
Kruzifix (Musée de Brou)

Joseph Villerme (* um 1650 oder 1660 in Saint-Claude; † um 1720 in Rom) war ein französischer Bildhauer, der vor allem in Elfenbein arbeitete.
Er stammte, wie der Elfenbeinschnitzer Pierre Simon Jaillot, aus Saint-Claud in der Franche-Comté. Villerme lernte bei Charles Le Brun und arbeitete in der Pariser Gobelin-Manufaktur, bevor er nach Rom ging. Aus dem Jahr 1723 stammt ein Kupferstich mit einem Porträt und ungefähren Lebensdaten.
Mehrere Kruzifixe werden ihm zugeschrieben. Eine Vielzahl von Arbeiten Villermes sollen sich in der markgräflichen Sammlung Pallavicini befunden haben.

## Zugeschriebene Werke (Auswahl)
- Kruzifixus, Ende 17. Jahrhundert (113 cm hoch [ohne Rahmen]; Bourg-en-Bresse, Kloster Brou, Musée de Brou, Inv. Nr. 982.235)[3][4]
- Cristo vivo, Ende 17. Jahrhundert (67 cm hoch; Privatbesitz)[5]
- Kruzifixus, um 1700/20 (Elfenbein und Rosenholz, 187,4 cm hoch; Privatbesitz)[6]

## Quelle
- Pierre-Jean Mariette: Abecedario de P. J. Mariett et autres notes inédites de cet amateur sur les arts et les artistes. Band 6. Dumoulin, Paris 1860, S. 82 f.